# Алек Мак-Лін
Алек Мак-Лін (англ. Alec McLean; нар. 18 жовтня 1950, Веллінгтон, Нова Зеландія) — новозеландський академічний веслувальник.
Бронзовий призер Олімпійських Ігор 1976 року в складі вісімки.
Бронзовий призер Чемпіонату світу 1974, 1975 років у складі вісімки.